# Fino alla morte (film 1912)
Fino alla morte (Indian Romeo and Juliet) è un cortometraggio muto del 1912 diretto da Laurence Trimble. Prodotto dalla Vitagraph Company of America, uscì nelle sale statunitensi il 30 gennaio 1912.

## Produzione
Il film - un cortometraggio in una bobina - venne prodotto dalla Vitagraph Company of America.

## Distribuzione
Negli Stati Uniti, fu distribuito dalla General Film Company, uscendo nelle sale il 30 gennaio 1912. Il 25 aprile dello stesso anno, uscì anche nel Regno Unito. In Italia, con il visto di censura 5171 del novembre 1914, la pellicola venne distribuita dalla Gaumont.
Non si conoscono copie ancora esistenti della pellicola che viene considerata presumibilmente perduta.